# Verteidigungsbezirkskommando 86
Das Verteidigungsbezirkskommando 86 war ein Verteidigungsbezirkskommando der Bundeswehr mit Sitz des Stabs in Schwerin. Hauptaufgabe des Kommandos war die Territoriale Verteidigung in seinem Verteidigungsbezirk.

## Geschichte

### Aufstellung
Nach der Wiedervereinigung wurden im ehemaligen Militärbezirk V der Landstreitkräfte der Nationalen Volksarmee zügig die aus Westdeutschland bekannten territorialen Strukturen geschaffen (vgl. die Gliederung des Territorialheeres um 1989). Das Verteidigungsbezirkskommando wurde zur Einnahme der Heeresstruktur V Anfang der 1990er-Jahren als Teil des Territorialheeres ausgeplant und dem Befehlshaber im Wehrbereich VIII unterstellt. Angelehnt an die zivile Verwaltungsgliederung in Westdeutschland sollte der Verteidigungsbezirk in etwa einem (zukünftigen) Regierungsbezirk entsprechen. Bei der Aufstellung orientierte man sich aber beim Zuschnitt des neuen Verteidigungsbezirks zunächst noch ungefähr an dem aus der Deutschen Demokratischen Republik bekannten Bezirk Schwerin. Entsprechend war auch der Standort des Stabs Schwerin.

### Fusion mit dem Stab der Panzergrenadierbrigade 40
Mitte der 90er-Jahre wurden in der Bundeswehrführung Pläne erprobt, die Stäbe jeweils eines Verteidigungsbezirkskommandos und einer Brigade zur Einnahme der Heeresstruktur V (N) analog zur Zusammenfassung der Divisions- und Wehrbereichskommandostäbe sowie beim Korps/Territorialkommando Ost zu fusionieren. Das Verteidigungsbezirkskommando 86 war eine der wenigen Dienststellen auf Brigadeebene wo diese Zusammenfassung (ansatzweise) erfolgte. Der Stab des Verteidigungsbezirkskommandos fusionierte zum 1. Januar 1995 mit dem Brigadestab der Panzergrenadierbrigade 40 zur „Panzergrenadierbrigade 40/Verteidigungsbezirkskommando 86“. Die Trennung wurde bereits Anfang 1996 mit Wirkung ab 1. Oktober 1996 angeordnet.

### Wechsel zum Wehrbereichskommando I
Zum 1. Oktober 1997 wurde das Wehrbereichskommando VIII aufgelöst. Die Führung der Verteidigungsbezirkskommandos in Mecklenburg-Vorpommern, also auch die Führung des Verteidigungsbezirkskommandos 88, wurde dem Wehrbereichskommando I übertragen.

### Vergrößerung des Verteidigungsbezirks
Analog zu Reduzierung der Anzahl der Verteidigungsbezirkskommandos in anderen Ländern entfiel in Mecklenburg-Vorpommern zum 31. März 1998 das Verteidigungsbezirkskommando 88. Da in Mecklenburg-Vorpommern anders als in einigen anderen ostdeutschen Ländern keine Regierungsbezirke eingerichtet wurden, musste man sich bei der Neuabgrenzung der Verteidigungsbezirke nicht an den Zuständigkeitsbereichen staatlicher Mittelbehörden orientieren. Der westliche Teil des Verteidigungsbezirks 88, der insgesamt in etwa dem Bezirk Rostock der untergegangenen Deutschen Demokratischen Republik entsprach, wurde dem Verteidigungsbezirk 86 eingegliedert. Der Verteidigungsbezirk 86 entsprach nun (sehr) grob dem Landesteil Mecklenburg.

### Wechsel in die Streitkräftebasis
2001 wurde das Territorialheer aufgelöst. Die Wehrbereichskommandos und Verteidigungsbezirkskommandos wurden der neu aufgestellten Streitkräftebasis unterstellt. Die Wehrbereiche und Verteidigungsbezirke wurden grundlegend neu geordnet und ihre Anzahl reduziert. Der bereits 1998 neu zugeschnittene Verteidigungsbezirk 86 blieb aber unverändert erhalten; das Verteidigungsbezirkskommando 86 unterstand auch weiterhin dem Wehrbereichskommando I „Küste“. Die unterstellten Verteidigungskreiskommandos wurden aufgelöst und seine Aufgaben teils den neu aufgestellten Kreisverbindungskommandos übertragen.

### Auflösung
Das Verteidigungsbezirkskommando wurde 2007 außer Dienst gestellt. Einige seiner Aufträge wurden dem neu aufgestellten Landeskommando Mecklenburg-Vorpommern sowie den unterstellten Bezirksverbindungskommandos übertragen.

## Kommandeure
- 1995 – 30. September 1996: Brigadegeneral Wolfgang Sauer

## Verbandsabzeichen

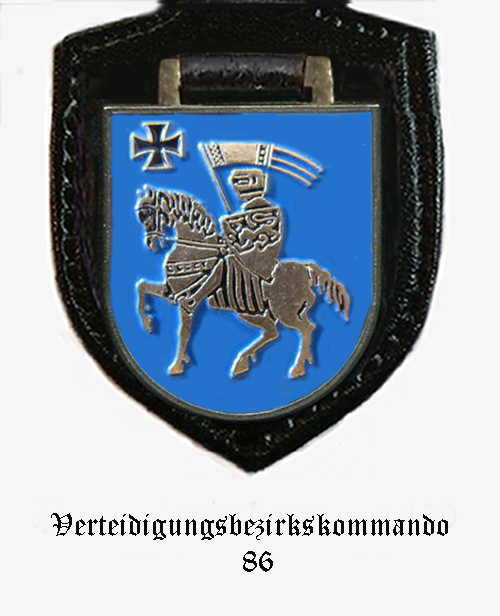
Internes Verbandsabzeichen des Stabes/Stabskompanie

Das Verteidigungsbezirkskommando führte aufgrund seiner Ausplanung als überwiegend nicht aktiver Truppenteil kein eigenes Verbandsabzeichen. Die wenigen aktiven Soldaten trugen daher das Verbandsabzeichen des übergeordneten Wehrbereichskommandos.
Als „Abzeichen“ wurde daher unpräzise manchmal das interne Verbandsabzeichen des Stabes und der Stabskompanie „pars pro toto“ für das gesamte Verteidigungsbezirkskommando genutzt. Das interne Verbandsabzeichen ähnelte als Hinweis auf den Stationierungsraum dem Stadtwappen Schwerins. Es zeigte als Figur Heinrich den Löwen zu Pferde und das Eiserne Kreuz als Hoheitszeichen der Bundeswehr.